# محمدعلی محدث‌زاده
محمدعلی محدث‌زاده سیاست‌مدار ایرانی بود، که در  دوره بیست و یکم ،  دوره بیست و دوم  و  دوره بیست و سوم   بعنوان نماینده کرمان در مجلس شورای ملی حضور داشت.